# Hoovina Hadagalli
Hoovina Hadagalli (o Huvinahadagali, Huvinabadgalli, Huvvmahadagalli, Hadagalli) è una suddivisione dell'India, classificata come town panchayat, di 23.404 abitanti, situata nel distretto di Bellary, nello stato federato del Karnataka. In base al numero di abitanti la città rientra nella classe III (da 20.000 a 49.999 persone).

## Geografia fisica
La città è situata a 15° 1' 0 N e 75° 57' 0 E e ha un'altitudine di 531 m s.l.m..

## Società

### Evoluzione demografica
Al censimento del 2001 la popolazione di Hoovina Hadagalli assommava a 23.404 persone, delle quali 11.881 maschi e 11.523 femmine. I bambini di età inferiore o uguale ai sei anni assommavano a 3.160, dei quali 1.556 maschi e 1.604 femmine. Infine, coloro che erano in grado di saper almeno leggere e scrivere erano 13.997, dei quali 7.936 maschi e 6.061 femmine.